# Bojan Kofler
Bojan Kofler, slovenski farmacevt, entomolog in speleobiolog, * avgust 1948.
Znan je kot vodja razvoja končne oblike antibiotika amoksicilin (trženega pod blagovno znamko amoksiklav) in učinkovine za lajšanje želodčnih težav omeprazol za farmacevtsko družbo Lek, v prostem času pa je aktivno raziskoval sistematiko in favnistiko hroščev na slovenskem. Hroščem, predvsem jamskim, se posveča tudi po upokojitvi.

## Življenje in delo
Osnovno šolanje je opravil v domačih Železnikih, nato pa se je vpisal na gimnazijo v Škofji Loki. Tam se je začel ukvarjati z atletiko in dosegel nekaj vidnejših uspehov na tekmovanjih v teku za mladince. V poletju po maturi, pred začetkom študija, se je udeležil mladinske udarniške akcije gradnje avtoceste od Osipaonice do Paraćina v Srbiji. Leta 1963 je začel študij na Fakulteti za farmacijo v Ljubljani in sprva dalje treniral atletiko pri Atletskem klubu Ljubljana, nato pa je zaradi študijskih obveznosti zaključil s športnim udejstvovanjem.
Skromne finance je že med študijem dopolnjeval z delom tehnologa pri Leku, kjer je ostal do konca kariere. Po diplomi je postal vodja proizvodnje, a je bil ambicioznejši in se izkazal z reševanjem tehnoloških težav, na račun česar so ga premestili v razvojni oddelek. Sčasoma je napredoval do položaja vodje razvojnega področja farmacevtska tehnologija in z ekipo vodil tehnološki del razvoja novih zdravil, od receptur za izdelavo, embalaže in testiranja stabilnosti do uvajanja v proizvodnjo. Z izvirnimi rešitvami za amoksiklav in omeprazol, ki ju je Lek mednarodno patentiral, so omogočili prodor na ameriški in druge razvite trge; s tem sta postala Lekova najpomembnejša izvozna produkta.
Vzporedno se je posvečal svojemu drugemu osrednjemu zanimanju, hroščem, s katerimi se je začel aktivno ukvarjati kmalu po poroki. Za živali se je zanimal že od otroštva, postopoma pa ga je prevzela raznolikost hroščev, ki jih je nabiral med pohodi v naravo. Tekom desetletij je zbral največjo zasebno zbirko v Sloveniji, ki šteje približno 48.500 primerkov, ki pripadajo 5400 vrstam. Spoznal je, da je nadzemna favna hroščev Slovenije že tako dobro raziskana, da je skoraj nemogoče odkriti še kaj novega, zato je v 1990. letih opravil jamarski tečaj in se osredotočil na jamsko favno. Iz jam in rudniških jaškov na območju Železnikov in Škofje Loke je opisal 19 novih vrst, predvsem brezokcev (rod Anophthalmus). Večino vrst je poimenoval po družinskih članih. Tudi sicer predstavljajo jamski hrošči najpomembnejši del njegove zbirke.
Z ženo Miroslavo ima sina in hčer.